# جون رولف (سياسي)
كان جون رولف (4 مارس 1793 – 19 أكتوبر 1870) طبيبًا ومحاميًا وشخصية سياسية كندية. انتخب رولف عضوًا لبرلمان كندا العليا في عام 1824 ليمثل مقاطعة ميدلسكس واعتبر زعيم الحركة الإصلاحية في العشرينيات من القرن التاسع عشر. في عام 1837، ساهم في التخطيط للتمرد في كندا العليا، غير أنه شغل دور مبعوث الحكومة للمفاوضة على هدنة ما إن بدأ التمرد. في الخمسينيات من القرن التاسع عشر، انتخب عضوًا لبرلمان مقاطعة كندا الذي كان قد شكل حديثًا، ومثل مدينة نورفولك كاونتي (أونتاريو) وعين وزيرًا لأراضي التاج ووزيرًا للزراعة. أسس رولف العديد من المدارس الطبية خلال حياته، من بينها كلية رولف، وأدخل طرائق تدريس جديدة وممارسات طبية ضمن محاضراته. قللت أفعاله ضد المدارس الطبية المنافسة الثقة العامة في قدرة المهنيين الطبيين في تنظيم أنفسهم.
كبر رولف في ثورنبوري، غلوسيستيرنشير، ونال تعليمه في الطب وفي القانون في كلية سانت جونز كامبريدج وفي المعبد الداخلي في لندن وفي كلية ترينيتي هول في جامعة كامبريدج. هاجر رولف إلى كندا العليا في عام 1813 وعاش في مزرعة والده في بورت تالبوت حيث مارس المحاماة والطب في الفترة نفسها وفتح كلية طبية أطلق عليها اسم مستوصف تالبوت. في عام 1824، انتخب رولف عضوًا في برلمان كندا العليا. وعاد إلى إنجلترا ليرفع عريضة إلى المكتب الاستعماري لإتاحة تجنيس المواطنين الأمريكيين الذين كانوا قد انتقلوا إلى كندا، من أجل السماح لهم بالتصويت وأن يُنتخبوا للجمعية التشريعية الإقليمية. كان رولف عضوًا في اللجنة التي نظرت في إمكانية إقامة مدينة تورونتو. مع انتخابه كعضو في المجلس البلدي لمدينة تورونتو، تقدم رولف باستقالته بعد عدم اختياره من قبل زملائه في المجلس لمنصب عمدة المدينة. انضم رولف إلى المجلس التنفيذي لكندا العليا في عام 1836، إلا أن المجلس بأكمله تقدم باستقالته بعد بضعة أسابيع حين رفض الملازم الجنرال فرانسيس بوند هيد استشارتهم.
أقنع ويليام ليون مكينزي رولف بأن يدعم التمرد في كندا العليا بعد أن قدم وعودًا للأخير بأنه سيصبح رئيسًا لجمهورية كندا التي كانت قد تشكلت حديثًا. مع بداية التمرد، لم ينضم رولف إلى المتمردين في مقراتهم. لم يكن بوند هيد على معرفة بانخراط رولف مع المتمردين وعينه كمبعوث لتقديم عرض الحكومة بهدنة على المتمردين. فر رولف إلى الولايات المتحدة الأمريكية حين اعتُقل رفيقه الإصلاحي الزعيم توماس ديفيد موريسون. أصدرت الحكومة الكندية عفوًا عامًا بحق رولف وعاد إلى كندا في عام 1843. أسس رولف مدرسة رولف، والتي كانت معهدًا جديدًا لتعليم الطب في تورونتو. في عام 1851، انتخب رولف عضوًا للجمعية التشريعية لمقاطعة كندا. حين أصبح رولف عضوًا معارضًا في الحكومة، توجه تركيزه على إدارة مدرسة طبية ورفض الترشح في عام 1857 للانتخابات الإقليمية. تقاعد رولف من منصبه كعميد لمدرسته الطبية في عام 1870 وتوفي في وقت لاحق من تلك السنة إثر تعرضه لسكتة دماغية.

## نشأته وتعليمه
ولد رولف في 4 من شهر مارس من عام 1793 في ثورنبوري، غلوسيستيرنشير. كان والده توماس رولف جراحًا من غروفيسيند. وكانت والدته فرانسيس بيتي. كان رولف رابع أولادهما وأكبر أولادهما الناجين. عُمد رولف في كنيسة أبرشية سينتميريس. وانتقل إلى كامبردج في عام 1809 لدارسة القانون والطب في كلية سانت جونز، كامبريدج، ومن ثم انتقل إلى المعبد الداخلي في لندن وكلية ترينيتي هول لدراسة القانون في عام 1811. 
سافر رولف إلى نيويورك في شهر يونيو من عام 1812 للهجرة إلى كندا العليا. وفيما كان رولف يعبر المحيط الأطلسي، اندلعت حرب العام 1812 وتلقى جواز سفر خاص من الرئيس الأمريكي جيمس ماديسون للسفر إلى كندا العليا. ذهب رولف إلى نهر نياغارا بهدف متابعة سفره إلى كندا حين كان ذلك أمرًا آمنًا. وفيما كان رولف ينتظر لعبور النهر، حاول حل أحد مشكلات إقليدس في علم الهندسة. اشتمل تكتيكه في حل المشكلات على رسم أشكال. شكت السلطات الأمريكية بأن تلك الأشكال كانت مخططًا أوليًا لقلعة نياغارا واعتقلته. وأخذ إلى معسكر أسرى الحرب في جرينبوش، نيويورك. وفي الفترة التي كان فيها سجينًا، علّم رولف الرياضيات والقواعد لسجناء آخرين للتخفيف من ملله. في أعقاب معركة مرتفقات كوينزتون في 13 من شهر أكتوبر من عام 1812، أطلقت القوات الأمريكية سراحه وأنهى رحلته إلى كندا للعيش في مزرعة والده في بورت تالبوت.
مع تأسيسها في عام 1813، أصبح رولف أمين صندوق ميليشيا نورفولك الثانية. اتهم نائب المراقب العام للسجلات، وهو مدير حكومي بريطاني، رولف بالموافقة على مطالب مالية لموظفين لم يقدموا القسائم الملائمة. على الرغم من أن رولف أنكر هذا الاتهام، اعتبر متخلفًا عن التسديد للحكومة ورفض طلبه كضابط متقاعد للحصول على أرض تبلغ مساحتاه 800 أفدنة (320 هكتار). أطلق رولف مبادرة في تنظيم لجنة لتكريم مؤسس بورت تالبوت، توماس تالبوت، وافتتح أول احتفال في ذكرى إقامة البلدة في 21 من شهر مايو من عام 1817. 
في شهر أغسطس من عام 1817، عاد رولف إلى إنجلترا ودرس في جامعة كامبردج. وفاوض على دفعات من ابن عمه تتعلق ببيع عقار في ثورنبوري كانت تعود لعائلتهما. استخدم رولف الأموال لتسجيل مشفى جاي ومشفى سانت توماس لدراسة الطب وللعودة إلى كلية ترينيتي هول لدراسة القانون. في 20 من شهر أبريل من عام 1820، تزوج رولف ماري سلاتر التي كان يطلق عليها اسم عانس. على الرغم من تسجيل هذا الزواج في السجلات الزوجية، لم يشر رولف على الإطلاق لهذا الحدث في حياته أو في أوراقه ولم تجد وثيقة وفاة لسلاتر. 
انضم رولف إلى المحامين في المعبد الداخلي في عام 1821. عاد رولف في شهر سبتمبر إلى أمريكا الشمالية واستقر في والش، أونتاريو. اشترى رولف مزرعة في سانت توماس أونتاريو وأصبح محام في القضاء العالي. وفتح مكتب محاماة في فيتوريا ومارس المحاماة والطب في الفترة نفسها. في عام 1823، انتخب رولف أمين صندوق مدرسة وأصبح عضوًا في المجلس التعليمي. في عام 1824 انتقل إلى دونداس أونتاريو. وقام لاحقًا بزيارات متكررة ليورك، كندا العليا، وأجرى محادثات مع شخصيات سياسية وإصلاحية مثل ويليام وارين بولدوين ومارشال سبرينغ بيدويل وروبيرت بولدوين حول السياسة في كندا العليا. أطلق رولف على مجموعته اسم «مجلس الوزراء». وعمل مع تشارلز دونكومب ليقدم خدمات طبية في كندا العليا. في عام 1823 فتح رولف إلى جانب دونكومب مدرسة طبية أطلق عليها اسم مستوصف تالبوت في سانت توماس. أغلقت المدرسة بعد عامين من العمل. 

## سياسي إصلاحي
في عام 1824، ترشح رولف لبرلمان كندا العليا رقم 9 ليمثل مقاطعة ميدلسكس. وأطلق حملة لجعل الحصول على صك أراض أكثر سهولة، ولتطوير التعليم العام وضمان أن يتمكن جميع المصوتين من المشاركة في الانتخابات. حصل رولف على أعلى عدد من الأصوات وانتخب واحدًا من الممثلين الذين كان جون ماثيوز ثانيهما. تحالف رولف في المجلس التشريعي مع السياسيين الإصلاحيين واعتبر زعيمًا لهم في العشرينيات من القرن التاسع عشر. 
في صيف عام 1826، سافر رولف إلى إنجلترا لرفع عريضة إلى المكتب الاستعماري لتجنيس المواطنين الأمريكيين الذين كانوا قد انتقلوا إلى كندا العليا لمنحهم الحق في التصويت والعضوية في المجلس التشريعي الإقليمي الكندي. قبلت الحكومة البريطانية عريضته، وعاد إلى يورك في شهر سبتمبر مع إرشادات حول ما ينبغي أن يحتويه تشريعه لإتمام طلبه. اقترح رولف قرارًا يعلن أن جميع الأمريكيين في كندا العليا أمريكيون، وهو تشريع وسع التجنيس لعدد من الأمريكيين أكبر من العدد الذين كان ينوي المكتب الاستعماري تجنيسه. أجل المحافظون تمرير القانون حتى وصول التعليمات من المكتب الاستعماري ومن ثم غيروا التشريع لدعم الشروط التي كان المكتب يفضلها. أقر التشريع المعدل دون تأييد من رولف. ورفض رولف القيام برحلة ثانية إلى لندن لرفع عريضة إلى المجلس بهدف إقرار تشريع أكثر تساهلًا. 
أعيد انتخاب رولف للجمعية التشريعية في عام 1828. في بداية الجلسة التشريعية، قدم رولف قرارًا ينص على أن البرلمان لم يدعم الأعضاء الحاليين في المجلس التنفيذي التابع للحاكم الملازم، والذي أقر بمجموع 37 صوتًا مقابل صوت واحد. شغل رولف منصبًا في اللجنة المالية للجمعية التي اكتشفت أن السياسيين والقضاة المحافظين كانوا يقدمون نفقات شديدة التبذير. وقرر ألا يترشح لانتخابات كندا العليا لعام 1830.